# Claudia von Werlhof
Claudia von Werlhof (* 17. Mai 1943 in Stahnsdorf, Landkreis Teltow) ist eine deutsche Soziologin und Politologin. Sie hatte die erste Professur für Frauenforschung in Österreich inne, angesiedelt am Institut für Politikwissenschaft der Universität Innsbruck.

## Leben
Nach dem Abitur 1963 in Köln studierte Werlhof Volkswirtschaft und Soziologie in Köln und Hamburg. 1968 erreichte sie den Diplom-Abschluss in Volkswirtschaft und Soziologie. 1968 bis 70 folgte ein Promotionsstipendium der Friedrich-Ebert-Stiftung in El Salvador und Costa Rica. 1974 wurde sie an der Universität zu Köln im Fach Soziologie promoviert. 1974/75 war sie Lehrbeauftragte am Fachbereich Gesellschaftswissenschaften der Universität Frankfurt am Main. Von 1977 bis '79 forschte sie in Venezuela.
Von 1975 bis 1986 arbeitete sie als wissenschaftliche Assistentin an der Fakultät für Soziologie der Universität Bielefeld mit dem Schwerpunkt Entwicklungspolitik, wo sie zusammen mit Veronika Bennholdt-Thomsen das Praxisfeld Frauen und Dritte Welt mitaufbaute. 1984 habilitierte sie in Politikwissenschaft an der Universität Frankfurt mit einer Arbeit über die Frauen- und Agrarfrage in der Dritten Welt. Sie war Lehrbeauftragte und Gastprofessorin an verschiedenen in- und ausländischen Universitäten. 1988 wurde sie als Ordinaria für Politisches System Österreichs mit besonderer Berücksichtigung der Frauenforschung an das Institut für Politikwissenschaft der Sozial- und Wirtschaftswissenschaftlichen Fakultät der Universität Innsbruck berufen. Es war  in Österreich die erste Professur für Frauenforschung. 2011 wurde Claudia von Werlhof emeritiert.
Claudia von Werlhof ist Mutter eines Sohnes.

## Werk
Von Anfang an war Claudia von Werlhof in der Frauenbewegung engagiert. Sie gilt als Mitbegründerin der Frauenforschung in der Bundesrepublik Deutschland. Sie beschäftigte sich in Forschung und Publikationen mit den theoretischen und politischen Fragen der Frauenbewegung und der feministischen Theorie.
Zusammen mit Maria Mies und Veronika Bennholdt-Thomsen ist sie Mitbegründerin des Ökofeminismus und entwickelte die feministische Bielefelder Subsistenzperspektive, die den Subsistenzansatz von Georg Elwert et al. aufnahm und betonte, dass die Subsistenzproduktion nicht nur in Entwicklungsländern ein wichtiger Bestandteil ist, sondern auch in kapitalistischen Gesellschaften des Zentrums eine große Rolle spiele: Die Hausarbeit von Frauen senke die Reproduktionskosten des männlichen Lohnarbeiters und subventioniere somit den kapitalistischen Sektor. Sie knüpften damit an die Debatte um die Hausarbeit an, die in den 1980er Jahren in der Frauenbewegung geführt wurde, verbanden die Frauenfrage mit der Dritte-Welt-Frage, später der Ökologiefrage, und widerlegten in empirischen Studien, dass Subsistenzproduzentinnen in der Dritten Welt nach und nach zu Lohnarbeiterinnen würden. Vielmehr werde die Arbeit zurückgedrängt in den häuslichen Bereich, wo Frauen für geringen Lohn für den Weltmarkt produzieren. Diesen Prozess nannten die Bielefelder Soziologinnen Hausfrauisierung. Sie analysierten, dass die Subsistenzproduktion, die der unmittelbaren Schaffung und Erhaltung von Leben diene, einem ständigen gesellschaftlichen Entwertungsprozess unterliege, der laut Werlhof verknüpft sei mit dem neuzeitlichen Naturverständnis, und nicht geschlechtsneutral sei. Subsistenzökonomie als Schaffung der Lebensgrundlagen nicht nur in traditionellen Gesellschaften könne nicht verschwinden, sondern werde der kapitalistischen Warenökonomie untergeordnet. Mit der Entwertung der Subsistenz gehe die Entwertung der Menschen einher, die mit ihr verbunden sind. Werlhof und ihre Mitstreiterinnen sahen ihren Ansatz als kritische Gesellschaftstheorie, es ging ihnen zugleich darum, diese Wirklichkeit zu verändern. Unter Subsistenzperspektive verstanden sie Regionalisierung und Wertschätzung der an Subsistenz orientierten Versorgungswirtschaft auch unter globalisierten Bedingungen und damit Stärkung der Frauen, die diese als Subsistenzproduzentinnen leisten. Dabei könne es in der Subsistenzökonomie auch Geld, Handel und Märkte geben. „Dieser Ansatz öffnete mit seinem spezifisch methodologischen Bezug das Feld für eine internationale Perspektive der feministischen Forschung, die die Bewohnerin des Kölner Frauenhauses ebenso in den Blick nimmt wie die venezolanische Bäuerin oder die indische Heimarbeiterin.“ Die Bielefelder Subsistenzperspektive wurde innerhalb und außerhalb der wissenschaftlichen Forschung weiterentwickelt, verschiedene Gruppen und Initiativen bezogen sich auf ihn, was 1995 zur Gründung des Instituts für Theorie und Praxis der Subsistenz e. V. in Bielefeld führte.
Um den Subsistenzansatz entzündeten sich kontroverse Debatten in der Frauenbewegung. So warf die Sozialpädagogin Iman Attia dem Ökofeminismus und der Subsistenzperspektive von Werlhof und ihren Mitstreiterinnen eine Mythologisierung der Hausfrau und Mutter vor, die die Unterdrückung, die sie zu bekämpfen versuchen würden, nur verstärke. Die Betonung der weiblichen Subsistenzwirtschaft durch die Autorinnen stehe im Gegensatz zur Emanzipation durch Teilhabe an Erwerbsarbeit, die für von Werlhof und andere Vertreter der kritischen Patriarchatstheorie nicht zur Emanzipation, sondern nur zur Verstetigung der patriarchalen Herrschaftsverhältnisse führen werde. Dadurch ergebe sich ebenso ein Widerspruch zwischen der durch von Werlhof repräsentierten klassischen Frauenforschung und dem neueren Ansatz der Gender Studies.
In weiteren Forschungsarbeiten und Publikationen konzentrierte sich Claudia von Werlhof auf Globalisierungskritik sowie zivilgesellschaftliche Alternativen zur Globalisierung, die sie als Dissidenz bezeichnet, und verdichtete sie zu einem „Theorie-Praxis-Ansatz einer kritischen Patriarchatstheorie“. 1995 war sie im Verein Alpenweiber aktiv. 2007 gründete sie den Verein FIPAZ (Forschungsinstitut für Patriarchatskritik und alternative Zivilisationen) und 2010 den Verein Planetare Bewegung für Mutter Erde.

## Kontroverse
Im Februar 2010 geriet von Werlhof in die Kritik, als sie in einem Interview mit Der Standard eine Verschwörungstheorie ins Gespräch gebracht hatte. Demnach verfügten die Vereinigten Staaten über eine Technik, mittels HAARP künstlich Erdbeben auszulösen, um Erdölreserven aufzuspüren, und das Erdbeben in Haiti 2010 könne dadurch verursacht worden sein.  Der Vorstand des Instituts für Politikwissenschaft Ferdinand Karlhofer distanzierte sich von der Verschwörungstheorie, die jeder wissenschaftlichen Grundlage entbehre, und sprach von einem „Schaden“ für den Ruf des Instituts. Werlhof antwortete in einem offenen Brief, dass sie „persönlich und keineswegs im Namen des Instituts ein Interview“ gegeben habe: Daher könne sie dem Institut auch keinen Schaden zugefügt haben. Und sie stellte die Frage in den Raum, ob das „Wissenschaftsverständnis des Instituts“ von „politischen Interessen geleitet“ sei.

## Schriften (Auswahl)
- Frauen, die letzte Kolonie. Zur Hausfrauisierung der Arbeit, mit Maria Mies und Veronika Bennholdt-Thomsen, Rowohlt Taschenbuch Verlag, Reinbek 1983, ISBN 3-499-12239-1 (und 1985, 1988 sowie 3. Aufl. Zürich 1992)
- Wenn die Bauern wiederkommen. Frauen, Arbeit und Agrobusiness in Venezuela,  Edition CON, Bremen 1985, ISBN 978-3-88526-305-0 (zugleich Habilitationsschrift,  Universität Frankfurt (Main) 1984)
- Männliche Natur und künstliches Geschlecht. Texte zur Erkenntniskrise der Moderne, Milena Verlag, Wien  1991, ISBN 3-900399-51-4
- Was haben die Hühner mit dem Dollar zu tun? Frauen und Ökonomie, Frauenoffensive, München 1991, ISBN 3-88104-213-X
- mit Ruth Spielmann: Über die Alpenweiber. In: Tirols Werden als Vergehen. 1995, Sig. 287-01-10, Bl. 3.
- Mutter-Los. Frauen im Patriarchat zwischen Angleichung und Dissidenz, Frauenoffensive,  München 1996, ISBN 3-88104-274-1
- Krieg ohne Grenzen. Die neue Kolonisierung der Welt, mit Maria Mies, Papyrossa Verlag, Köln 2004, ISBN 978-3-89438-286-5
- West-End. Das Scheitern der Moderne als „kapitalistisches Patriarchat“ und die Logik der Alternativen, Papyrossa Verlag, Köln 2004, ISBN 978-3-89438-286-5
- Über die Liebe zum Gras an der Autobahn. Analysen, Polemiken und Erfahrungen in der ‚Zeit des Bumerang‘, Christel Göttert Verlag, Rüsselsheim 2010, ISBN 978-3-939623-21-2 (und 2010)
- Vom Diesseits der Utopie zum Jenseits der Gewalt. Feministisch-patriarchatskritische Analysen – Blicke in die Zukunft?, Centaurus Verlag, Herbolzheim 2010, ISBN 978-3-86226-273-1  (Springer-Link)
- Die Verkehrung. Das Projekt des Patriarchats und das Gender-Dilemma, Promedia Verlag, Wien 2011, ISBN 978-3-85371-332-7

Artikel
- Frauenarbeit, der blinde Fleck in der Kritik der Politischen Ökonomie, Beiträge zur feministischen Theorie und Praxis, no. 1, 1978.
- The failure of the "Modern World System" and the new paradigm of the "Critical Theory of Patriarchy": The "civilization of alchimists" as a "system war", in:  Salvatore Babones, Christopher Chase-Dunn (Hrsg.): Routledge International Handbook of World-Systems Analysis, Routledge (Verlag) 2012, ISBN 978-0-415-56364-2, S. 172ff

Herausgeberschaft
- Beiträge zur Dissidenz, Buchreihe (28 Bände), Peter Lang Verlag, Frankfurt/M.  1996–2015
- Herren-Los. Herrschaft-Erkenntnis-Lebensform, mit Annemarie Schweighofer und Werner W. Ernst, Peter Lang Verlag, Frankfurt/M. 1996, ISBN 3-631-48801-7
- Lizenz zum Plündern. Das Multilaterale Abkommen über Investitionen MAI, mit Maria Mies, EVA/Rotbuch Verlag, Hamburg 1998, ISBN 3-434-53017-7
- Subsistenz und Widerstand. Alternativen zur Globalisierung, mit Veronika Bennholdt-Thomsen und Nicholas Faraclas, Promedia Verlag, Wien 2003, ISBN 978-3-85371-205-4